# 奉化警察署
奉化警察署（ポンファけいさつしょ）は、慶北地方警察庁所管の警察署である。

## 管轄区域
- 奉化郡

## 沿革
- 1945年10月21日 -　開署

## 管轄派出所
- 奉化派出所
- 祥雲派出所
- 明湖派出所
- 才山派出所
- 物野派出所
- 法田派出所
- 鳳城派出所
- 西碧派出所
- 石浦派出所
- 小川派出所
- 春陽派出所